# Paříž–Rouen 1894
Paříž–Rouen (oficiálně Concours du 'Petit Journal' Les Voitures sans Chevaux) byl první automobilový závod v historii. Odehrál se ve Francii na trati mezi Paříží a Rouenem dne 22. července 1894. Soutěž vyhlásil deník Le Petit Journal.
- 22. červenec 1894
- Okruh Paříž–Rouen
- 1 kol × 126 km = 126 km

Prvním v cíli byl Jules-Albert de Dion, který ale se svým parou poháněným vozem hlavní cenu nezískal. Prvním vozem poháněným benzínovým motorem v cíli byl Peugeot Alberta Lemaître. Prémii 5000 franků deníku Le Petit Journal, pro „účastníka, jehož vůz se nejvíce přiblíží ideálu“ si rozdělili výrobci Panhard et Levassor a Les fils de Peugeot frères („synové bratří Peugeotů“), jejichž vozidla byla „jednoduše použitelná “.

## Stupně vítězů
|                |                            |                  |
|                | Peugeot Panhard & Levassor |                  |
| de Dion-Bouton | 1                          | Maurice Le Blant |
| 2              |                            | 3                |
|                |                            |                  |

## Výsledky
| Pozice | Jezdec            | Vůz            | Čas        |
| ------ | ----------------- | -------------- | ---------- |
| 1      | Jules de Dion     | de Dion-Bouton | 6h48:00,0  |
| 2      | Albert Lemaître   | Peugeot        | 6h51:30,0  |
| 3      | Auguste Doriot    | Peugeot        | 7h04:30,0  |
| 4      | Hippolyte Panhard | Panhard        | 7h21:30,0  |
| 5      | Emile Levassor    | Panhard        | 7h43:30,0  |
| 6      | Kraeutler         | Peugeot        | 7h46:30,0  |
| 7      | Emile Mayade      | Panhard        | 8h09:00,0  |
| 8      | A.Le Brun         | Le Brun        | 8h12:00,0  |
| 9      | Michaud           | Peugeot        | 8h25:00,0  |
| 10     | Dubois            | Panhard        | 8h38:00,0  |
| 11     | Louis Rigoulot    | Peugeot        | 8h41:00,0  |
| 12     | Vacheron          | Vacheron       | 8h42:30,0  |
| 13     | M.de Bourmont     | de Bourmont    | 8h51:00,0  |
| 14     | Emile Roger       | Benz           | 10h01:00,0 |
| 15     | Maurice le Blant  | Serpollet      | 10h43:00,0 |
| 16     | Pierre Gautier    | Gautier-Wehrlé | 12h24:30,0 |
| 17     | Ernest Archdeacon | Serpollet      | 13h00:00,0 |
| Kolo   | Odstoupili        | -              | -          |
| *      | de Prandiéres     | Serpollet      | ?          |
| *      | Etienne le Blant  | Serpollet      | Motor      |
| *      | J.Scotte          | Scotte         | Motor      |
| *      | Roger de Montais  | de Montais     | ?          |